# Green Bay Packers, Inc.
Los Green Bay Packers son la única franquicia de propiedad pública en la NFL. En lugar de ser propiedad de un individuo, sociedad o entidad corporativa, es mantenida por 360.760 accionistas (2016). Nadie puede tener más de 200.000 acciones, lo que representa aproximadamente el 4% de las 5.011.558 acciones actualmente en circulación. Es esta amplia base de apoyo comunitario y sin fines de lucro la estructura que ha mantenido el equipo en Green Bay durante casi un siglo, a pesar de ser el mercado más pequeño para todos los deportes profesionales de América del Norte
Green Bay es el único equipo único con esta estructura de propiedad pública en la NFL, originada cuando la política de propiedad actual de la NFL -que estipula un máximo de 32 dueños por equipo, con al menos uno teniendo un mínimo de 30% de participación- se estableció en la década de 1980. Como equipo de propiedad pública, los Packers son también la única franquicia de deportes de liga profesional americana que publica su balance financiero anualmente.

## Directorio
Green Bay Packers, Inc., está presidido por un Comité Ejecutivo de siete miembros electos de entre un directorio de 45 miembros. Consiste en un presidente, vicepresidente, tesorero, secretario y tres miembros generales; sólo el presidente es remunerado. Las responsabilidades incluyen dirigir la administración corporativa, aprobar los principales gastos de capital, establecer políticas generales y monitorear el desempeño de la administración.
El presidente del equipo normalmente representa a los Packers en las reuniones de dueños de equipos NFL. Durante su temporada como entrenador, Vince Lombardi representó al equipo en reuniones de liga como presidente de equipo, excepto en las reuniones de dueños, donde asistía el presidente Dominic Olejniczak.[cita requerida]

## Derechos de accionista
A pesar de que se conoce como "acciones comunes" en los documentos de oferta corporativa, una parte de la acción de los Packers no comparte los mismos derechos tradicionalmente asociados con las acciones comunes o preferentes. No incluye una participación accionaria, no paga dividendos, no puede ser negociado, no tiene protección de valores-ley, y no trae ningún privilegio de compra de boletos de temporada.  Todos los accionistas reciben el derecho al voto, una invitación a la reunión anual de la corporación y la oportunidad de comprar mercancía exclusiva para los accionistas. Las acciones no pueden ser revendidas, excepto de vuelta al equipo por una fracción del precio original. Mientras las participaciones nuevas pueden ser dadas como regalos, las transferencias son técnicamente permitidas sólo entre familiares inmediatos una vez que la propiedad ha sido establecida.

## Ventas accionarias

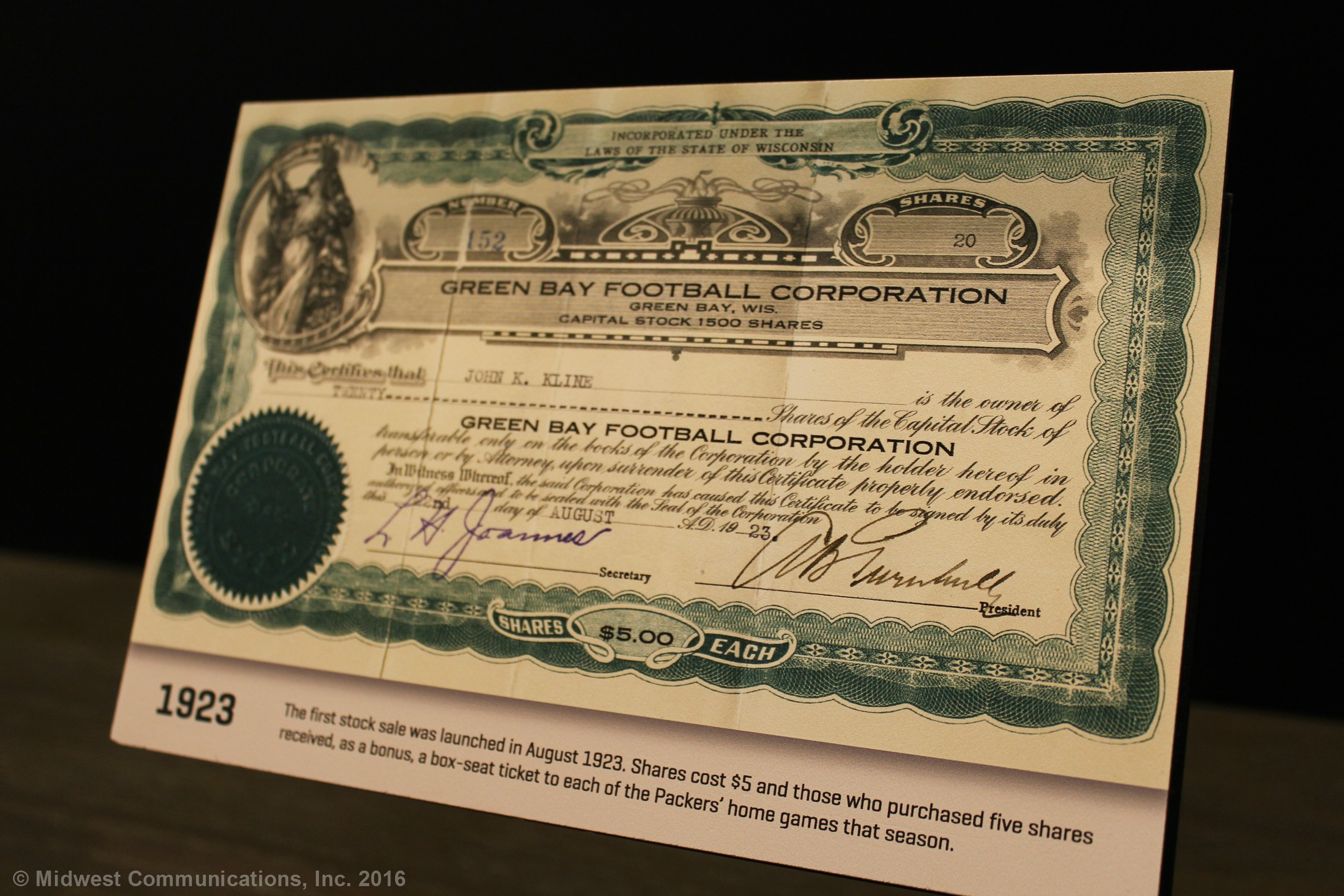
Un certificado de acciones de Green Bay Packers de 1923, exhibido en el Salón de la Fama de los Green Bay Packers.

Ha habido cinco emisiones de acciones en la historia de los Packers como organización:
- 1923 Las acciones fueron primeramente vendidas para establecer el club como empresa en 1923. Un total de $5.000 fue recaudado a través de 1.000 participaciones en acciones ofrecidas a $5 cada una. Cada accionista debía comprar seis tickets de juegos de temporada.De acuerdo con los "Artículos de Incorporación para la Corporación de Fútbol de Green Bay" originales y promulgados en ese momento, si la franquicia fuera vendida, cualquier dinero residual posventa habría ido al Sullivan-Wallen Post de la Legión Americana para construir "un Memorial del Soldado ". Esta estipulación se incluyó para asegurar que nunca hubiera incentivo financiero alguno para los accionistas para mover el club de Green Bay. En la reunión anual de noviembre de 1997, los accionistas votaron para cambiar el beneficiario del Sullivan-Wallen Post a la Fundación Green Bay Packers, que hace donaciones a muchas instituciones benéficas e instituciones en todo Wisconsin.
- 1935 Una segunda oferta por acciones tuvo lugar en 1935, recaudando $15.000 luego de que la corporación había entrado en suspensión de pagos. La organización sin fines de lucro Green Bay Football Corporation fue reorganizada como Green Bay Packers, Inc., la compañía actual, con 300 acciones en circulación.
- 1950 Una tercera oferta se celebró en 1950, para recaudar dinero y evitar que el equipo se declarara insolvente y/o salir de Green Bay en plena competencia de la All-America Football Conference y a la salida del fundador de Curly Lambeau, después de un reinado de 30 años como entrenador. Los funcionarios del club modificaron los estatutos de la corporación para permitir la oferta de hasta 10.000 acciones en total. Para asegurarse de que ninguna persona pudiera asumir el control, se estableció un límite de 200 acciones por accionista, y el número de directores aumentó de 15 a 25. Aproximadamente la mitad de las potenciales 9700 acciones nuevas fueron vendidas, recaudando más de $118.000 en unas 4.700 acciones de $25.

Además de ser propiedad pública, la organización de los Packers también disfruta de un aporte sustancial por parte directa de su comunidad. En 1956, los electores de Green Bay aprobaron financiar la construcción de un nuevo estadio municipal. De igual manera que su predecesor,  se llamó Estadio de la Ciudad.  El 11 de septiembre de 1965, fue rebautizado como Lambeau Field.
- 1997–98 A mediados de noviembre de 1997, el club con 1940 accionistas por entonces, votó para crear 1000000 de nuevas acciones, otorgándose una división de 1.000 a 1 al mismo tiempo (que recompensaba a cada uno con 1.000 acciones por cada 1 que poseían, convirtiendo las originales 1.940 acciones a 1.940.000 antes de que se vendiera la primera acción nueva). El efecto neto fue asegurar que los accionistas existentes conservaran la gran mayoría del poder de voto.[6] Una oferta pública de 400.000 acciones se realizó posteriormente para recaudar fondos para la reconstrucción de Lambeau Field. Durante 17 semanas desde finales de 1997 hasta el 16 de marzo de 1998, se recaudaron más de $24 millones a través de la compra de 120.010 acciones por 105.989 nuevos accionistas a $200 cada una.
- 2011 Para recaudar fondos para una expansión de 143 millones de dólares del Lambeau Field, que incluyó aproximadamente 6.700 nuevos asientos, nuevas pantallas de video HD, un nuevo sistema de sonido y dos nuevas puertas, la quinta venta de acciones comenzó el 6 de diciembre de 2011. La demanda superó las expectativas, y el límite original de 250.000 acciones tuvo que ser aumentado a 30.000. Al final de la oferta el 29 de febrero de 2012, se habían recaudado más de $64 millones a través de 250.000 compradores que adquirieron 269.000 acciones a $250 cada una.[7] Los compradores eran de los 50 estados de los EE. UU., y por primera vez las ventas fueron permitidas brevemente en Canadá, agregando cerca de 2.000 accionistas. Aproximadamente el 99% de las acciones fueron compradas por internet.

## La Fundación Green Bay Packers
El equipo creó la Fundación Green Bay Packers en diciembre de 1986. Ayuda en una amplia variedad de actividades y programas de beneficio a la educación, asuntos cívicos, servicios de salud, servicios sociales y programas de ayuda a jóvenes.
En la reunión anual de accionistas de 1997, la Fundación fue designada como beneficiaria de cualquier activo residual sobre la venta o disolución del equipo.